# 凱莉絲
凱莉絲（英語：Kelis或Kia Li-Si，1985年04月08日—），本名洪于晴（英語：Hong Yu-Qing），台灣女藝人、女舞者、展場Show Girl，現任Rakuten Girls成員。

## 生平
舞者出身，擁有多年展場經驗，也曾經在2006-2016年擔任統一獅啦啦隊Uni Girls一員；2017短暫離開後，2018年和孟潔一起加入Lamigirls，成為第一批不是透過選拔而進入Lamigirls的成員。除了職棒以外，也曾擔任過SBL啦啦隊，是台灣少數曾經在棒球與籃球都擔任過固定啦啦隊成員之舞者。

## 啦啦隊經歷

### 棒球之啦啦隊
| 年份       | 隊伍名稱      | 備註                               |
| 2006－2008 | Divas         | 專業舞團，專任中華職棒統一獅啦啦隊 |
| 2009－2016 | Uni Girls     | 中華職棒統一獅啦啦隊               |
| 2018－2020 | LamiGirls     | 中華職棒Lamigo桃猿啦啦隊           |
| 2020－2024 | Rakuten Girls | 中華職棒樂天桃猿啦啦隊             |

### 籃球之啦啦隊
| 年份       | 隊伍名稱          | 備註                 |
| 2005－2007 | SBL東森羚羊啦啦隊 |                      |
| 2007－2008 | SBL台灣啤酒啦啦隊 | [ 6 ]                |
| 2020－2021 | 桃園領航猿啦啦隊  | 桃園領航猿專屬啦啦隊 |

## 演出作品

### MV
| 年份 | 名稱            | 備註                                      |
| 2020 | 玖壹壹《LOCAL》 | 舞者 與Peggy、白白、Rakuten Girls共同出演 |

### 廣告
| 年份 | 名稱                                                                                   | 備註                   |
| 2019 | 【Mobile01 x 賀眾牌】人生最怕遇到假閨蜜 喝水也是！ 賀眾牌超效瞬淨冷熱飲水機 喝水超安心 | 與卉妮、張語芯共同出演 |

## 音樂作品
| 年份          | 歌名                  | 備註                          |
| 2018年9月10日 | 《Love Me More》      | 與LamiGirls共同出演           |
| 2019年8月6日  | 《Dancing Hoilday》   | 與LamiGirls共同出演           |
| 2019年8月19日 | 《Dancing Queen》     | 與LamiGirls共同出演           |
| 2020年9月22日 | 《Rock You Everyday》 | 與Rakuten Girls共同演出       |
| 2021年9月10日 | 《一起勇敢》          | 與Rakuten Girls共同演出       |
| 2022年10月7日 | 《Rise Up》           | 與Rakuten Girls共同演出       |
| 2023年10月7日 | 《Ready Go》          | 與Rakuten Girls共同演出       |
| 2024年9月28日 | 《I'm The One》       | 與Rakuten Girls(白隊)共同演出 |

## 出版物

### 寫真
| 名稱         | 備註                   |
| 《城市凱歌》 | 2022年樂天女孩寫真桌曆 |
| 《等雨晴》   | 2023年樂天女孩寫真桌曆 |

## 備註
1. ↑  .   [2020-09-11]. （原始内容存档于2021-10-22）.
2. ↑  官方廣告影片片段

## 外部連結
- 凱莉絲-kelis的Facebook專頁
- 凱莉絲的Instagram帳戶